# Чистоозёрный
Чистоозёрный — посёлок в Каменском районе Ростовской области России.
Входит в состав Богдановского сельского поселения.

## География
Рядом с посёлком протекает река Северский Донец.

## История
Посёлок основан 25 мая 1948 года. В 1950-е годы получил название Богдановка. В Чистоозёрный был переименован 25 мая 1987 года. Идея названия принадлежит почётному жителю Каменского района, Якименко Владимиру Аксентьевичу. 12 мая 2019 года в посёлке произошёл взрыв бытового газа. В результате ЧП обрушилась крыша и часть стены многоквартирного двухэтажного дома по улице Ленина, д. 35.

## Население
| 2010 |
| ---- |
| 2193 |

## Улицы
| - ул. Весёлая, - ул. Воскресенская, - ул. Гагарина, - ул. Застройщиков, - пер. Клубный, - ул. Комсомольская, - ул. Ленина, | - ул. Набережная, - ул. Нефтезаводская, - ул. Новосёлов, - пер. Овражный, - ул. Озёрная, - ул. Островского, - ул. Придорожная, - пер. Северный, | - ул. Советская, - ул. Солнечная долина, - ул. Спасская, - ул. Стадионная, - ул. Степная, - ул. Школьная, - ул. Юбилейная. |

## Экономика
В посёлке работает ОАО «Каменский нефтеперегонный завод» и ЗАО «Репнянское карьеро-управление».